# У Сяоін
Пані У Сяоін (кит.: 吴小莺)  — китайський дипломат. Генеральний консул Китайської Народної Республіки в Одесі (Україна) (2008—2013). Дуаєн дипломатичного корпусу в Одесі.

## Життєпис
У 1986 році вступила на дипломатичну службу в МЗС КНР і працювала послідовно в Радянсько-Європейському департаменті МЗС, Євразійському департаменті МЗС і Генеральному консульстві в Хабаровську у цей період навчалася один рік у Хабаровському педучилищі імені Леніна. У 1999 році працювала радником посольства в Литві. У 2002 році обіймала посаду радника посольства в Казахстані. У 2004 році обіймала посаду радника Департаменту Євразії Міністерства закордонних справ. У 2007 році вона обіймала посаду заступника генерального директора Центрально-Азіатського відділення Китайської національної нафтової корпорації.
У 2008—2013 рр. — Генеральний консул Китайської Народної Республіки в Одесі. За її сприяння 9 листопада 2011 року в Одесі відбулося святкове відкриття будинку Генерального консульства КНР у провулку Нахімова, 22. За час її роботи генконсульство наладило роботу і контакти з різними закладами і особами України, ввело нові традиції. Серед помітних подій — ряд заходів у січні 2010 року для учнів і викладачів Одеської гімназії № 1, яка брала участь в міжнародному проєкті «Китай — Україна — дружні країни». У 2012 році в Одесі спільними зусиллями представників китайського товариства і Одеського національного університету імені Мечнікова був заснований «Китайський культурний центр». Відвідуючи Одеський зоопарк подарувала йому штучне сонце.
У 2013—2016 рр. — працювала в Пекіні. Після відрядження її чоловіка послом КНР в Болгарію (2016—2019), поїхала разом з ним до Софії, де, як дружина посла, займалася поглибленням китайсько-болгарського культурного співробітництва..

## Сім'я
- чоловік — Чжан Хайчжоу, китайський дипломат, посол КНР в Азербайджані[10] та в Болгарії[11]